# BS 25999
Der BS 25999 Standard ist ein British Standard zum Thema betriebliches Kontinuitätsmanagement (englisch Business Continuity Management). Er ist untergliedert in einen „Code of Practice“ und eine „Specification“ Teil, wobei der erste Teil BS 25999-1:2006 erstmals im Dezember 2006 final erschienen ist. Der Teil „Specification“ BS 25999-2:2007 ist Ende 2007 erschienen und ermöglicht die Zertifizierung nach dem Standard.

## Geschichte des Standards
Vorgänger war der PAS56 (Public available standard). Der Standard wurde von Praktikern weltweit entwickelt, um einen systematischen Ansatz zur Implementierung eines betrieblichen Kontinuitätsmanagements anhand eines Lebenszyklus zu liefern.

## Vergleichbare nationale und internationale Standards
In Deutschland ist beim Bundesamt für Sicherheit in der Informationstechnik (BSI) ein äquivalenter Standard BSI 200-4 als Teil des IT-Grundschutzes verfügbar. Eine vergleichbare internationale Norm im Rahmen der ISO-Reihe stellt die Norm ISO 22301 dar sowie einige Ansätze in der bereits existierenden Norm ISO 27001.